# Фыньхэ
Фыньхэ (кит. упр. 汾河, пиньинь Fénhé) или Фыньшуй (кит. упр. 汾水, пиньинь Fénshuǐ) — река в северном Китае, второй по длине (после Вэйхэ) приток Хуанхэ; главная река провинции Шаньси. Длина — 694 км, площадь бассейна — 39 417 км².

## География
Река берёт своё начало в уезде Нинъу в северной части провинции и течёт на юг по центральной долине провинции Шаньси вплоть до водохранилища в уезде Лоуфань. После водохранилища она течёт на юго-восток, а после Гуцзяо — на восток. Приняв в себя ряд притоков с севера, река резко поворачивает на юг, и протекает через столицу провинции город Тайюань. Далее река долго течёт на юг, в районе Цюйво и Хоума постепенно поворачивая на запад, и в итоге в районе Хэцзиня впадает в Хуанхэ.

## История
Долина реки Фэньхэ — это те места, откуда начиналась китайская цивилизация. Считается, что это и есть упоминаемая Сыма Цянем река Цзи, на берегах которой жил легендарный Жёлтый император, а легендарный император Яо разместил в среднем течении этой реки свою столицу. Когда в период Чуньцю образовалось царство Цзинь, то одна из его столиц находилась в низовьях Фэньхэ на территории современного Хоума.

## Топонимика
По реке Фэньхэ названы городской округ Линьфэнь («перед рекой Фэньхэ») и городской уезд Фэньян («с западной („янской“) стороны от реки Фэньхэ»).